# سكر وبنجر
مسلسل سكر وبنجر (الجزء الأول) من إنتاج قطاع القنوات المتخصصة (قناة الأسرة والطفل) (التلفزيون المصري) 2006 -2005؛ كتب السيناريو أحمد السيد وإخراج أحمد فوزي.
تدور أحداث المسلسل حول الفتاة الكفيفة سكر التي تحاول التغلب على إعاقتها بمساعدة أصدقائها هادى وشادى وهناء والقط بنجر عبر خمسة عشر حلقة منفصلة مدة الحلقة 8 دقائق.
كما تم تنفيذ الجزء الثاني عام 2008 قي 15 حلقة مدة الحلقة 10 دقائق. بتقنية ال 3D ولكن تم عمل الرندر لتظهر الصورة وكأنها رسوم متحركة تقليدية.
و قد فاز هذا الجزء بجائزة لجنة تحكيم الأطفال قي مهرجان القاهرة الدولي لسينما الطفل دورة عام 2009 
كما فازت بالجائزة الفضية من مهرجان الرسوم المتحركة الذي أقامه صندوق التنمية الثقافية بالتعاون مع جمعية الرسوم المتحركة المصرية